# 앵그리버드 툰즈의 에피소드 목록
다음은 《앵그리버드 툰즈》의 에피소드 목록이다.

## 방영 목록

### 시즌 1 (2013~14)
| 회차 | 제목                                                            | 방영년월일       |
| 1화  | Chuck Time 척 타임                                              | 2013년 3월 16일  |
| 2화  | Where's My Crown? 내 왕관 어디 갔어?                            | 2013년 3월 23일  |
| 3화  | Full Metal Chuck 척은 허당 조교                                 | 2013년 3월 30일  |
| 4화  | Another Birthday 내 생일이라니까!                               | 2013년 4월 6일   |
| 5화  | Egg Sounds 옹알? 옹알!                                          | 2013년 4월 13일  |
| 6화  | Pig Talent 피그 갓 탤런트                                       | 2013년 4월 20일  |
| 7화  | Cordon Bleugh! 마틸다의 요리 실력                               | 2013년 4월 27일  |
| 8화  | True Blue 스파이 피그                                           | 2013년 5월 4일   |
| 9화  | Do as I Say! 내가 시키는대로 해!                                | 2013년 5월 11일  |
| 10화 | Off Duty 레드는 휴가중 (그가 자리를 비운 사이)                  | 2013년 5월 18일  |
| 11화 | Slingshot 101 고무줄 새총 입문반!                               | 2013년 5월 25일  |
| 12화 | Thunder Chuck 썬더 척                                           | 2013년 6월 1일   |
| 13화 | Gardening with Terence 테렌스의 등장                            | 2013년 6월 8일   |
| 14화 | Dopeys on a Rope 돼지들의 미션 임파서블                         | 2013년 6월 15일  |
| 15화 | Trojan Egg 트로이의 알                                          | 2013년 6월 22일  |
| 16화 | Double Take 진짜 알은 누구?                                     | 2013년 6월 29일  |
| 17화 | Crash Test Piggies 로켓 안전검사 대소동                         | 2013년 7월 6일   |
| 18화 | Slappy-Go-Lucky 교수 돼지의 엄청난 발명품                       | 2013년 7월 13일  |
| 19화 | Sneezy Does It 조금 조금 옮겨!                                  | 2013년 7월 20일  |
| 20화 | Run Chuck Run 달려라 척                                         | 2013년 7월 27일  |
| 21화 | Hypno Pigs 최면에 빠진 레드                                     | 2013년 8월 3일   |
| 22화 | Eggs Day Out 알의 외출                                          | 2013년 8월 10일  |
| 23화 | Gate Crasher 문을 부숴라                                        | 2013년 8월 17일  |
| 24화 | Hog Roast 불이야, 불이야!                                       | 2013년 8월 24일  |
| 25화 | The Bird Who Cried Pig 많이 억울한 척                           | 2013년 8월 31일  |
| 26화 | Hamshank Redemption 7번방의 돼지                                | 2013년 9월 7일   |
| 27화 | Green Pig Soup 녹색 돼지 스프                                   | 2013년 9월 14일  |
| 28화 | Catch Of The Day 알 낚시하기 좋은 날                            | 2013년 9월 21일  |
| 29화 | Nighty Night Terence 밤의 기사 테렌스                           | 2013년 9월 28일  |
| 30화 | Piggy Wig 돼지의 가발                                           | 2013년 10월 5일  |
| 31화 | Pig Plot Potion 돼지 변신 물약                                  | 2013년 10월 12일 |
| 32화 | Tooth Royal 킹 피그의 이빨 뽑기                                 | 2013년 10월 19일 |
| 33화 | Night Of The Living Pork 좀비 돼지의 할로윈 밤                  | 2013년 10월 26일 |
| 34화 | King Of The Castle 킹 피그의 모래 성                            | 2013년 11월 2일  |
| 35화 | Love Is In The Air 양배추야 사랑해                              | 2013년 11월 9일  |
| 36화 | Fired Up 척의 불타는 마음                                       | 2013년 11월 16일 |
| 37화 | Clash of Corns 옥수수를 지켜라                                  | 2013년 11월 23일 |
| 38화 | A Pig's Best Friend 킹 피그의 베스트 프렌드                     | 2013년 11월 30일 |
| 39화 | Slumber Mill 쿨쿨 잠 좀 자자                                    | 2013년 12월 7일  |
| 40화 | Jingle Yells 돼지들의 징글벨                                    | 2013년 12월 14일 |
| 41화 | El Porkador! 엘 파카도르의 등장                                 | 2013년 12월 21일 |
| 42화 | Hiccups 딸꾹질이 안 멈춰                                        | 2013년 12월 28일 |
| 43화 | Butterfly Effect 나비효과                                       | 2014년 1월 4일   |
| 44화 | HAMBO 돼지 람보                                                 | 2014년 1월 11일  |
| 45화 | Birds Flu 감기에 걸렸어요                                       | 2014년 1월 18일  |
| 46화 | Piggies from the deep 죠스 돼지가 나타났다!                     | 2014년 1월 25일  |
| 47화 | Oh Gnome 곤란한 인형 선물                                       | 2014년 2월 1일   |
| 48화 | Shrub It In 마틸다의 장미                                       | 2014년 2월 8일   |
| 49화 | The Truce 항복 할게요                                           | 2014년 2월 15일  |
| 50화 | Operation Opera 오페라의 늪                                     | 2014년 2월 22일  |
| 51화 | Chucked Out 트러블메이커 척                                     | 2014년 3월 1일   |
| 52화 | Bomb's Awake 밤의 몽유병                                        | 2014년 3월 8일   |
|      | Pigs' Silly Inventions 돼지들의 바보같은 발명들                 | 2014년 3월 16일  |
|      | Terence's Greatest Moments 테렌스가 선택한 가장 즐거웠던 순간들 | 2014년 3월 22일  |
|      | Pigs Undercover 돼지들의 활약상들                               | 2014년 4월 1일   |
|      | Never Trust Chef Pig 절대로 요리사 돼지를 믿지 마세요!          | 2014년 4월 8일   |

### 시즌 2 (2014~15)
| 회차 | 제목                                 | 방영년월일       |
| 1화  | Treasure Hunt 보물을 찾아서          | 2014년 10월 19일 |
| 2화  | Sweets of Doom 달콤한 공포           | 2014년 10월 26일 |
| 3화  | Party Ahoy 파티타임                  | 2014년 11월 2일  |
| 4화  | Hide and Seek 숨바꼭질               | 2014년 11월 9일  |
| 5화  | Sink or Swim 레드의 수영 실력        | 2014년 11월 16일 |
| 6화  | Super Bomb! 슈퍼밤                   | 2014년 11월 23일 |
| 7화  | Just So 그래야만 해!                 | 2014년 11월 30일 |
| 8화  | The Miracle Of Life 탄생의 기적      | 2014년 12월 7일  |
| 9화  | Cave Pig 원시 돼지                   | 2014년 12월 14일 |
| 10화 | Joy to the Pigs 기쁘다 테렌스 오셨네 | 2014년 12월 21일 |
| 11화 | Dogzilla 괴수의 등장                 | 2014년 12월 28일 |
| 12화 | Boulder Bro 바위는 내친구            | 2015년 1월 4일   |
| 13화 | Chuck Mania 척 마니아                | 2015년 1월 11일  |
| 14화 | Not Without My Helmet 헬멧이 필요해  | 2015년 1월 18일  |
| 15화 | Mona Litha 나만의 모나리자           | 2015년 1월 25일  |
| 16화 | Sir Bomb of Hamelot 햄릿 밤의 결투   | 2015년 2월 1일   |
| 17화 | Bearded Ambition 킹피그의 수염       | 2015년 2월 8일   |
| 18화 | Cold Justice 피그 하키               | 2015년 2월 15일  |
| 19화 | Slow The Chuck Down! 척, 진정해!     | 2015년 2월 22일  |
| 20화 | Brutal VS Brutal 챔피언 VS. 챔피언   | 2015년 3월 1일   |
| 21화 | Eating Out 외식해요!                 | 2015년 3월 8일   |
| 22화 | The Great Eggscape 대 탈출 작전      | 2015년 3월 15일  |
| 23화 | Sleep like a Hog 잠을 자고 싶어요    | 2015년 3월 23일  |
| 24화 | Bombina 밤밤바!                      | 2015년 3월 29일  |
| 25화 | Pig Possessed 킹피그를 도와주세요!   | 2015년 4월 6일   |
| 26화 | Epic Sax-Off 에픽 색소폰 대결        | 2015년 4월 12일  |

### 시즌 3 (2015~16)
| 회차 | 제목                                     | 방영년월일       |
| 1화  | Royal Heist 왕의 강도짓                  | 2015년 10월 1일  |
| 2화  | Bad Hair Day 만사가 잘 안 풀리는 날      | 2015년 10월 1일  |
| 3화  | Golditrotters 골디락스와 새 세마리       | 2015년 10월 1일  |
| 4화  | A Fistful of Cabbage 양배추 한 움큼      | 2015년 10월 16일 |
| 5화  | Porcula 포큘라                           | 2015년 10월 23일 |
| 6화  | Didgeridork 디저리도크                   | 2015년 10월 23일 |
| 7화  | The Porktrait 돼지 초상화                | 2015년 10월 30일 |
| 8화  | Fix It 고쳐!                             | 2015년 11월 15일 |
| 9화  | Age Rage 성장 촉진제                     | 2015년 11월 27일 |
| 10화 | Catching the Blues 블루스를 잡아라!      | 2015년 12월 11일 |
| 11화 | Last Tree Standing 크리스마스 트리       | 2015년 12월 18일 |
| 12화 | Happy Hippy 행복한 히피                  | 2015년 12월 25일 |
| 13화 | Mind the Pony 돼지와 목마                | 2016년 1월 8일   |
| 14화 | Robo-tilda 로봇틸다                      | 2016년 1월 22일  |
| 15화 | King of the Ring 반지의 왕               | 2016년 2월 5일   |
| 16화 | Spaced Out 외계인 괴담                   | 2016년 2월 19일  |
| 17화 | Battling Butlers 집사들의 경쟁           | 2016년 3월 4일   |
| 18화 | Eggshaustion 알 위장술                   | 2016년 3월 18일  |
| 19화 | Short and Special 롤러코스터를 타고 싶어 | 2016년 3월 25일  |
| 20화 | Hocus Porcus 수리수리 마수리             | 2016년 4월 1일   |
| 21화 | Romance In A Bottle 병 속의 로맨스       | 2016년 4월 8일   |
| 22화 | The Butler Did It! 집사가 그랬어!        | 2016년 4월 15일  |
| 23화 | Stalker 스토커                           | 2016년 4월 22일  |
| 24화 | PhotoChucked 사진 척!                    | 2016년 4월 29일  |
| 25화 | Bake on! 제빵 실습                       | 2016년 5월 6일   |
| 26화 | Toy Hoggers 왕의 인형                    | 2016년 5월 13일  |

## 같이 보기
- 앵그리버드
- 앵그리버드 2